# گالش‌های مادربزرگ (مجموعه تلویزیونی)
گالش‌های مادربزرگ نام یک مجموعهٔ تلویزیونی به کارگردانی بهمن زرین‌پور است که در سال ۱۳۶۷ تهیه و در نوروز ۱۳۶۸ از شبکه ۱ پخش گردید.

## خلاصه داستان
اسباب و اثاثیۀ منزلی را دزد می‌برد. اهل خانه، سعی می‌کنند با کمک دوستان و آشنایان، دوباره اسباب منزل را از راه‌های گوناگون تهیه کنند؛ اما در این راه با مشکلات مختلفی مواجه شده و ماجراهای جالبی رخ می‌دهد.

## بازیگران و عوامل تولید

### بازیگران
- هادی مرزبان
- ژاله علو
- نیکو خردمند
- مهین شهابی
- سیروس ابراهیم‌زاده
- رضا بنفشه‌خواه
- فاطمه گودرزی
- فریبا متخصص
- حسین پناهی
- مینا جعفرزاده
- اسفندیار ماوندادی
- رامین پورایمان
- هما مشکین

### عوامل تولید
- نویسنده و کارگردان هنری: بهمن زرین‌پور
- کارگردان تلویزیونی: مهوش جزایری
- تصویربردار: شامل تافته
- برنامه‌ریز: رضا گنجی
- تهیه‌کننده: علیرضا مرادی
- دستیار تهیه کننده: علی اردشیر
- فرمت تصویر: ویدئویی
- محصول: گروه فیلم و سریال و تئاتر شبکه ۱
- سال تولید: ۱۳۶۷
- سال پخش: نوروز ۱۳۶۸